# 佐賀県立図書館
佐賀県立図書館（さがけんりつとしょかん）は、佐賀県佐賀市城内二丁目1-41にある公共図書館（都道府県立図書館）。

## 歴史

### 私立佐賀図書館時代（1914年～1929年）
1914年（大正3年）2月、佐賀図書館が開館した。開館には鍋島家が携わっている。初代館長は伊東祐穀であり、伊東祐穀は日本図書館協会評議員なども務めた人物である。
1915年（大正4年）11月には東松浦郡唐津町に唐津分館が開設された。1917年（大正6年）10月には伊東平蔵が館長に就任した。伊東平蔵は大橋図書館や日比谷図書館にも関与した人物である。1918年（大正7年）11月、藤津郡鹿島町に鹿島分館が開設された。1923年（大正12年）には開館10周年を記念して本館が増築された。

### 佐賀県への移管後（1929年～1963年）
1929年（昭和4年）4月、佐賀図書館が佐賀県に移管されて県立佐賀図書館に改称した。1934年（昭和9年）2月、改正図書館令によって佐賀県の中央図書館に指定された。戦後の1950年（昭和25年）10月、佐賀県立図書館に改称した。

### 現行館時代（1963年～）
1963年（昭和38年）1月、現行館が開館した。設計は高橋靗一/第一工房＋内田祥哉である。
2013年（平成25年）には佐賀県医療センター好生館内に好生館分室が設置された。2014年（平成26年）1月には開館100周年記念イベントを実施し、3月には『佐賀県立図書館100周年記録誌』を刊行した。2015年度（平成27年度）からは児童図書の全点購入を実施している。
2018年（平成30年）3月に、肥前さが幕末維新博覧会に合わせて南側芝生広場がリニューアルし、噴水や公園を設置した。
2021年（令和3年）10月から翌年2月に、屋上防水改修工事や総ガラス張り光庭のウッドデッキ・サッシ交換工事を完了した。
2022年（令和4年）にDOCOMOMO JAPAN選定 日本におけるモダン・ムーブメントの建築に選定された。

## 施設

### 佐賀県立図書館本館
- 所在地 - 佐賀県佐賀市城内二丁目1-41

### 好生館分室
- 所在地 - 佐賀県佐賀市嘉瀬町大字中原400番地 佐賀県医療センター好生館1階

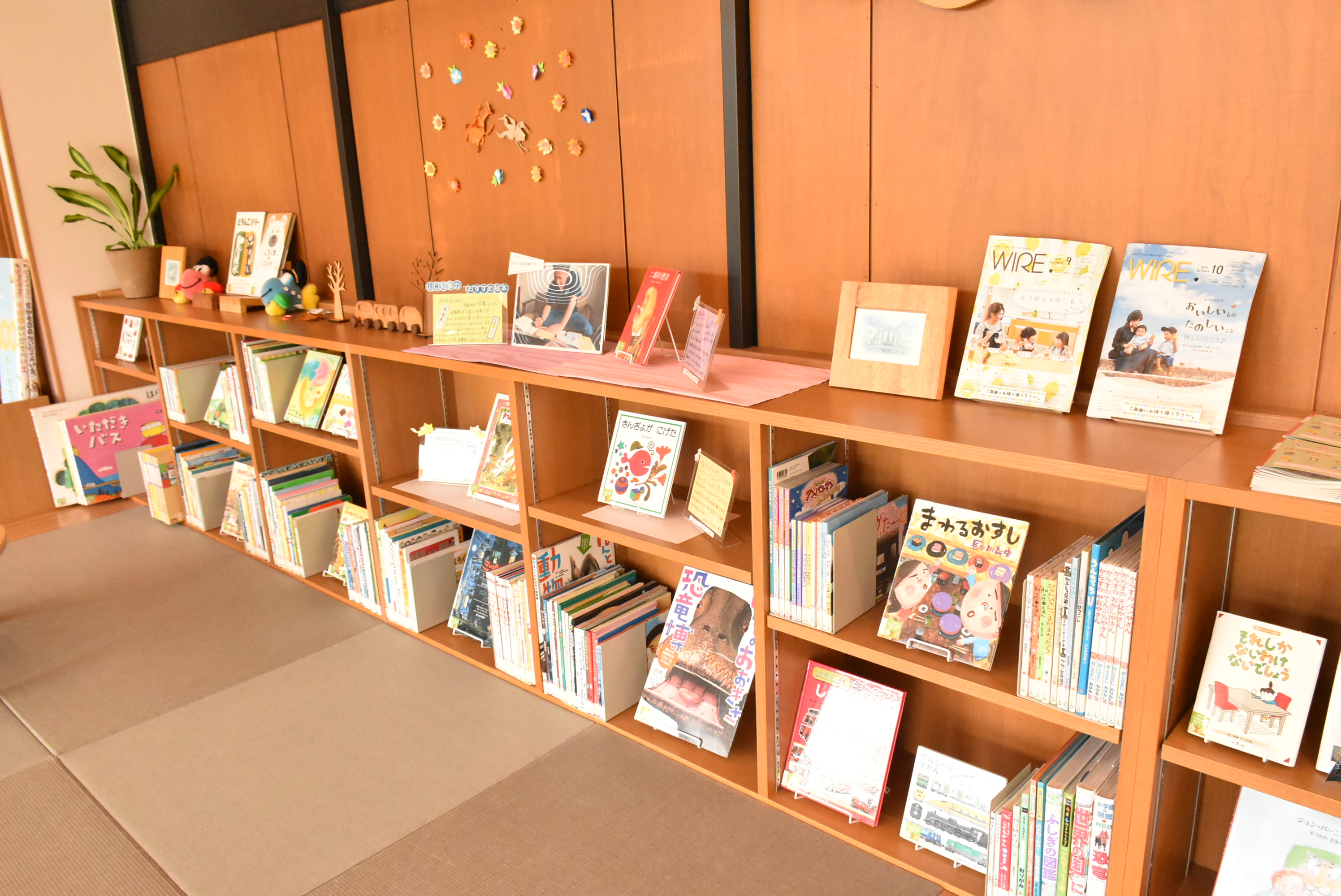
オープンスペースこころざしの森
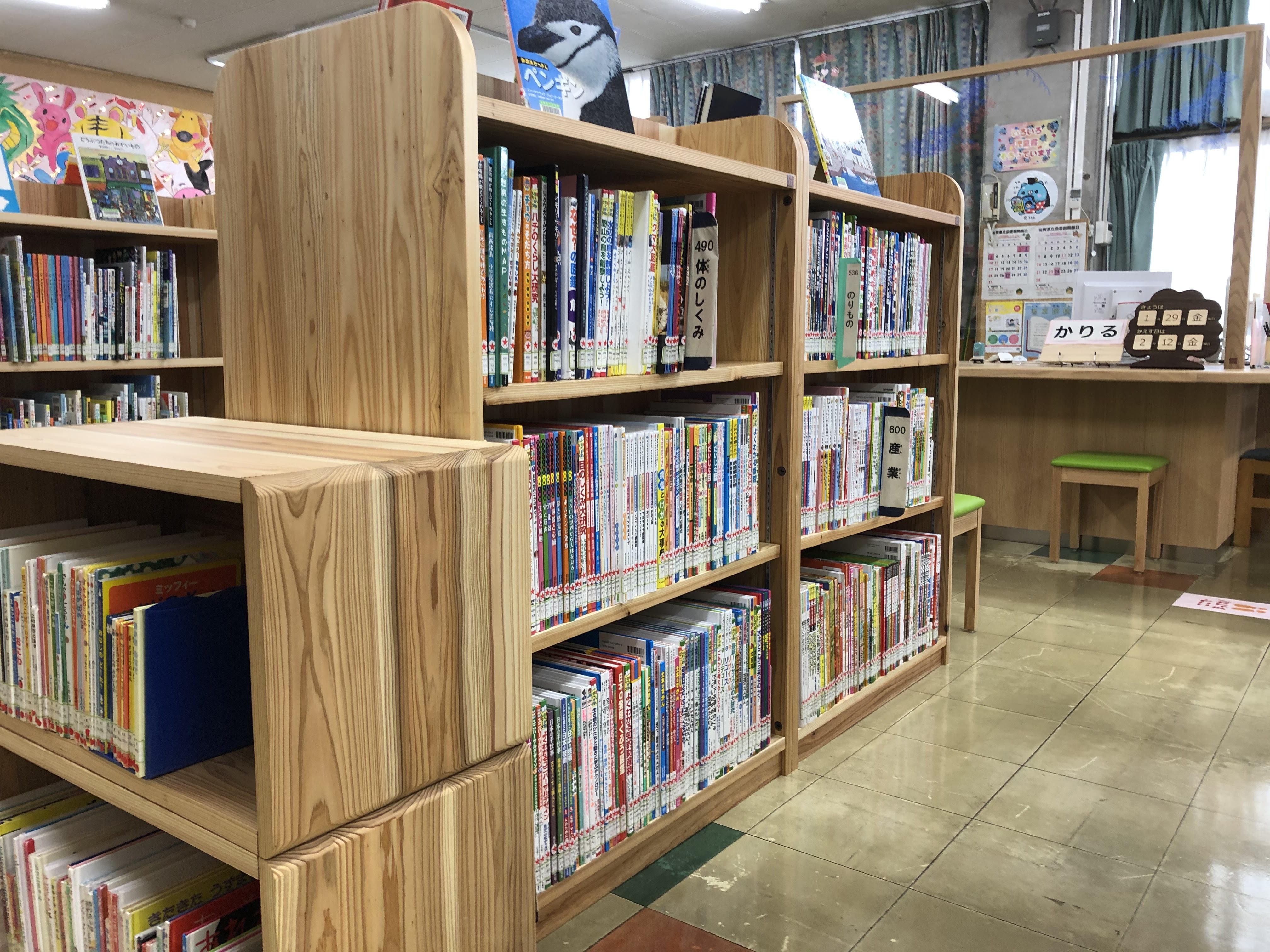
児童図書閲覧室

## 特色

### Wi-Fi環境
館内全域でWi-Fiを利用することができる、利用者用コンセントは13か所用意してあり、パソコンだけでなく、タブレット、スマホもコンセントを使用することができる。

### 荷物の持ち込み
荷物は各閲覧室に持ち込むことができる。ただし、郷土資料閲覧室にバッグを持ち込むことは認められていないため、ロッカーに預ける。

### 飲食
- 1階ホール、こころざしの森では、飲み物だけでなく、食事をとることもできる。2階閲覧室では、蓋付きの飲み物を持ち込んで飲むことができる（郷土資料閲覧室、資料調査室を除く。）。
- 1階ではデイズキッチンという飲食店が営業している。営業時間は月曜日から土曜日までの「11時半～18時」であり、ラストオーダーは食事は16時、カフェは17時となっている。

## 建物

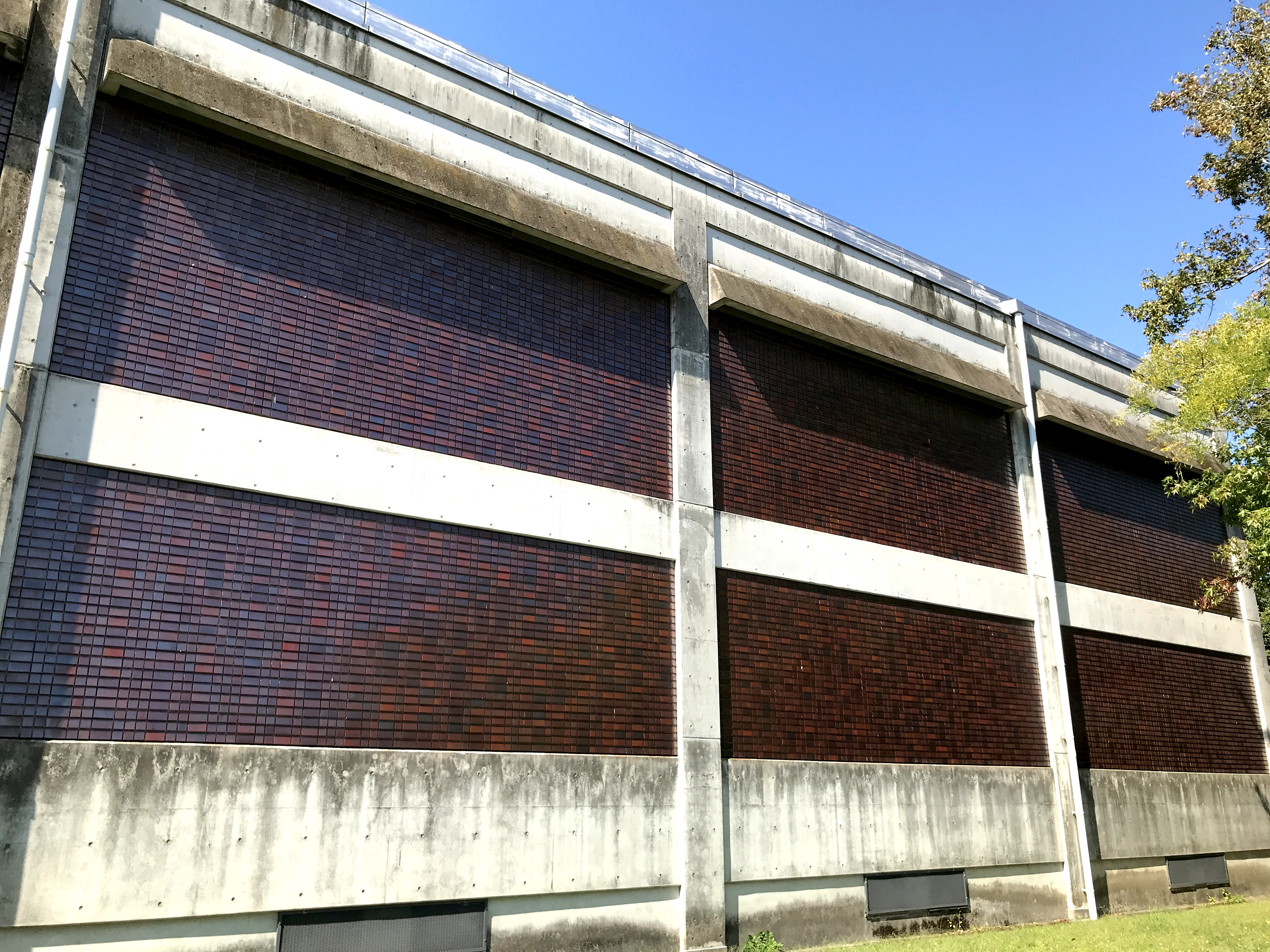
タイル張りの書庫外壁

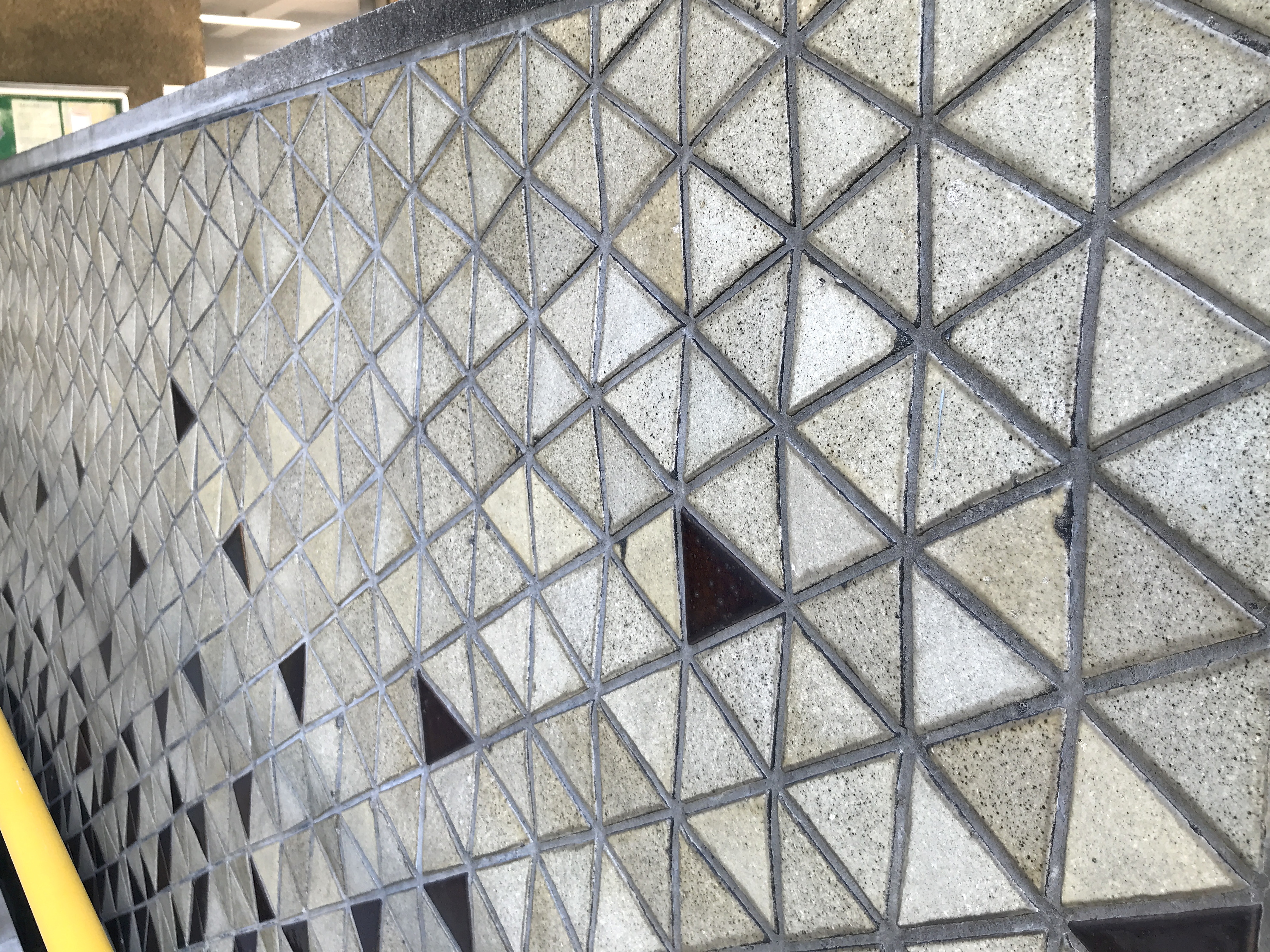
タイル張りのスロープ壁

- 建築面積：1,697.68 m²、延床面積：4,277.00 m²
- 1階には、展示ホール・食堂・児童図書閲覧室・本館第2書庫・事務室・こころざしの森がある。
- 中2階には会議室がある。
- 2階には、公開図書閲覧室（内には光庭）・郷土資料室・本館第1書庫・事務室がある。
- 中3階には、第2公開図書閲覧室がある。
- 1階から中2階までスロープがある。
- オストメイトなどの設備を整えた多目的トイレを1階の児童図書閲覧室内に設置している。
- 佐賀市大和町に大和書庫がある（2014年（平成26年）11月に設置）。

## 個人向けのサービス

### 本の貸出
- 利用者カードを作れる方：居住地による制限なし
- 本の貸出冊数：15冊まで（CD、ビデオテープはそれぞれ2点以内）
- 本の貸出期間：2週間以内（予約が入っていなければ1回だけ延長可）
- Webから本を予約し、佐賀県立図書館や特定の市町の図書館、公民館で受取ることができる。（インターネット予約）
- 身体障害者の方向けに、本の郵送貸出も行っている。
- 佐賀県立図書館だけでなく、特定の市町の図書館、公民館で返却することもできる。（遠隔地図書返却）

### 資料の複写
- コイン式複写機を1台設置。料金は白黒10円、カラー30円。利用するときは総合カウンターでの申し込みが必要。
- マイクロフィルムのプリントアウトは、1枚10円。
- 館内資料を複写する代わりに個人のデジタルカメラやスマホで撮影することは可能であるが、総合カウンターでの申し込みが必要。

## 電子図書館への取組
- 古文書等のデータベース公開だけでなく、民話のデジタル絵本、郷土に関する本のデジタル化など佐賀に関する様々な資料の電子化に積極的に取り組んでいる。
- 2019年3月25日に、「佐賀県立図書館データベース」をリニューアル公開している。2万8千点以上の歴史資料の画像をパブリックドメインとして公開。古地図や絵図など一部の資料画像はIIIFに準拠している。[5]

### 古文書等のデータベース
- 古文書・古記録・古典籍データベース（60,629件）
- 古地図・絵図データベース
- 近代地図データベース（58件）
- 米国陸軍撮影空中写真による地形図（160件）
- 字図データベース（約1,100件）
- 絵画データベース
- 絵葉書・写真データベース
- 葉隠－ HAGAKURE －データベース
- 佐賀県文化財報告書
- 人名データベース
- 地名（藩政期）データベース
- 寺院名（藩政期）データベース
- 雑誌等目次データベース（佐賀県内で刊行された33の雑誌等の目次）
- 県市町村史誌目次データベース
- 佐賀の民謡データベース（音声864曲）

### WEB版佐賀の昔話
- ふるさと納税された寄付金を活用して、佐賀の昔話100話を挿絵と朗読で公開予定。絵は地元の佐賀北高校美術部の生徒が毎年描いている。また、佐賀弁がわからない方のために、標準語訳の字幕も入っている。年に20話ずつ公開しており、2017年（平成29年）3月末で100話が公開済み。

### 佐賀のデジタル大百科事典
- ふるさと納税された寄付金を活用して、佐賀の自然に関する書籍を電子化して、データベース機能を持たせた電子書籍として公開している。
- 平成25年度「佐賀県の淡水魚」、平成26年度「佐賀の蝶」、平成28年度「佐賀の野草」を公開している。

### WEB版古文書講座
- かなの始まりから古文書の解読まで、動画による古文書講座を全30回で公開している。また、授業形式の古文書講座も開設しており、初級編、中級編、応用編と2年間かけて学ぶコースを設定している。平成27年度からは、これらの講座を50単位以上受講した方を対象に実践編も開講。

## 団体向けのサービス

### 読書会用の本の貸出
- 本を読むのが好きな方々のグループ（読書会）へ、同じ本を20冊または10冊のセット貸し出す。

### 団体への本の貸出
- 県内の幼稚園・保育所、放課後児童クラブ、福祉施設などの団体に、利用される年代に応じ県立図書館でセット組みした図書セットの貸出を行っている。

## 利用案内
開館時間
- 本館
  - 閲覧室：9時 - 20時
  - 資料閲覧室：9時 - 17時
  - 児童図書閲覧室：10時 - 17時
  - こころざしの森：10時 - 18時
- 好生館分室
  - 8:30 - 17:30

休館日
- 本館
  - 毎月最終水曜日、特別整理期間、年末年始（12月30日 - 1月3日）
- 好生館分室
  - 日曜日、毎月最終水曜日、特別整理期間、年末年始（12月30日 - 1月3日）

アクセス
- JR長崎本線佐賀駅から徒歩約20分またはバス約10分

駐車場
- 47台分（身体障害者専用2台、軽自動車専用15台、一般用30台）分の駐車場がある。隣接する佐賀城公園駐車場（18台）も利用できるほか、土・日・祝日は隣接する県庁駐車場も利用できる。